# Independence (Kansas)
Independence is een plaats (city) in de Amerikaanse staat Kansas, en valt bestuurlijk gezien onder Montgomery County.

## Demografie
Bij de volkstelling in 2000 werd het aantal inwoners vastgesteld op 9846.
In 2006 is het aantal inwoners door het United States Census Bureau geschat op 9317, een daling van 529 (-5,4%).

## Geografie
Volgens het United States Census Bureau beslaat de plaats een oppervlakte van
12,9 km², geheel bestaande uit land. Independence ligt op ongeveer 241 m boven zeeniveau.

## Plaatsen in de nabije omgeving
De onderstaande figuur toont nabijgelegen plaatsen in een straal van 24 km rond Independence.

## Geboren
- Gerry Bamman (1941), acteur